# 红船镇
红船镇，是中华人民共和国山東省菏泽市鄄城县下辖的一个乡镇级行政单位。

## 行政区划
红船镇下辖以下地区：
红船村、苗庄村、李庄村、孟庄村、孙堂村、孙老家村、聚合楼村、霍庄村、韩桥村、冀庄村、张口村、高河涯村、马庙村、宋庄村、温刘黄村、于邵庄村、梁楼村、董庙村、张固堆村、大冯庄村、刘桥村、霍坝村、朱林屯村、毛屯村和南孙庄村。